# Biersdorf am See
Biersdorf am See là một xã ở huyện Bitburg-Prüm, trong bang Rheinland-Pfalz, phía tây nước Đức. Xã Biersdorf am See có diện tích 3,22 km², dân số thời điểm ngày 30 tháng 6 năm 2006 là 561 người.